# Cascais e Estoril
Cascais e Estoril (llamada oficialmente União das Freguesias de Cascais e Estoril) es una freguesia portuguesa del municipio de Cascaes, distrito de Lisboa. Esta freguesia tiene 29,16 km de área y 64310 habitantes (censo de 2021), siendo así la segunda mayor freguesia portuguesa, en población. Su densidad de población es de 2205,4 hab/km.

## Historia
Fue creada el 28 de enero de 2013 en aplicación de una resolución de la Asamblea de la República de Portugal promulgada el 16 de enero de 2013 con la unión de las parroquias de Cascais y Estoril, pasando su sede a estar situada en la antigua freguesia de Cascais. El municipio de Cascais y el de Estoril se unieron para convertirse en una sola freguesia. Esta freguesia también incluye los pueblos de Monte Estoril, São João do Estoril y São Pedro do Estoril .

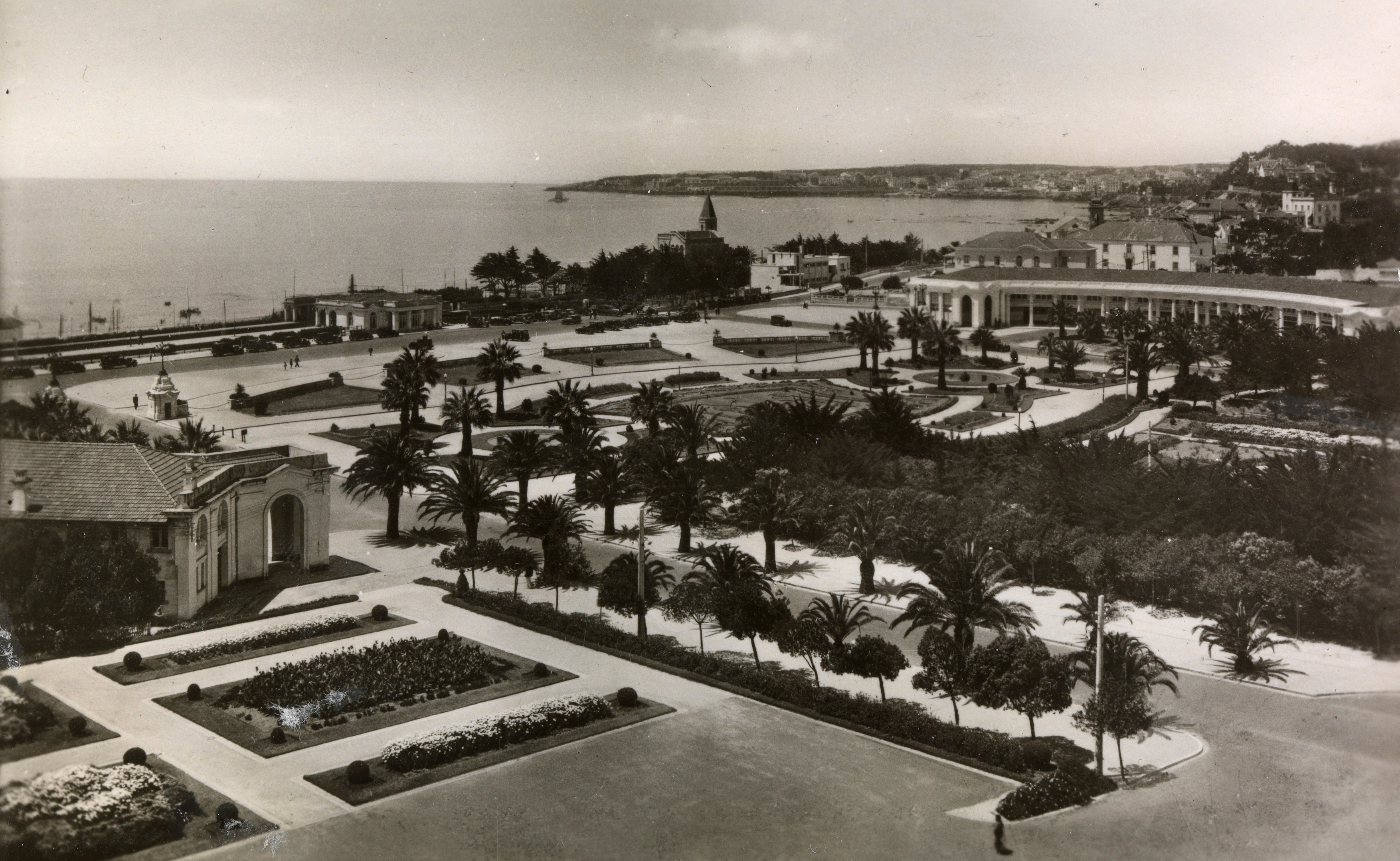
Vista de Estoril y Cascais antiguamente

## Demografía
La freguesia de Cascais y Estoril es la más poblada del municipio, acogiendo a 61.808 habitantes en 2011, lo que corresponde al 30% de la población total del municipio.
Tras la relación entre el tamaño del territorio y el número de habitantes, esta freguesia presenta valores de densidad de población relativamente bajos, en comparación con Carcavelos e Parede, pero superiores a la freguesia de Alcabideche.
Densidad de población por freguesias (nº/km2)
(INE, Censos 2021)
- Municipio de Cascais - 206429
- Cascais y Estoril - 61806
- Carcavelos y Parede - 44956
- Alcabideche - 42160

## Política
La Unión de freguesias de Cascais y Estoril está administrada por una junta de freguesia, que es dirigida por Pedro Morais Soares. Hay también una asamblea de freguesia, que es el órgano deliberante, compuesta por 21 miembros.
La lista más representada en la Asamblea de freguesia es la coalición Viva Cascais (De los partidos de PSD/CDS-PP, Partido Social Demócrata y Partido del centro democrático social- partido popular, respectivamente), con 12 miembros (mayoría absoluta), seguida por el Partido Socialista (PS) con 4; la Coligación democrática unitaria (CDU), con 2; el Movimiento Independiente "Ser Cascais" con 2; el Bloque de Izquierda con uno. Esta asamblea eligió a los 6 miembros del Consejo Parroquial. El Presidente de la Asamblea de la freguesia es Manuel Basílio de Castro, del Partido Social demócrata.

## Pobreza
La freguesia de Cascais Estoril ocupa una posición intermedia en cuanto a situaciones de vulnerabilidad económica y social, entre las cuatro freguesias del municipio. Según los datos de la Seguridad Social, en 2015, el 1,7% de la población de la freguesia recibía la Renta Social de inserción (RSI), una cifra que en 2017 correspondía a 586 hogares, es decir, 1.005 personas.
En todas las freguesias del municipio de Cascais, hubo una fuerte disminución del número de beneficiarios del RSI entre 2010 y 2015. En la freguesia de Cascais Estoril la diminución fue del 44%. Este descenso, que se produjo a nivel nacional, se debe principalmente a la revisión de los criterios de concesión de esta prestación social y no necesariamente a una disminución de las situaciones de pobreza durante el periodo analizado.
En Cascais Estoril, cada beneficiario del RSI recibió una media de 108€ al mes, en 2015. En cuanto al valor medio por hogar, esta freguesia tiene el valor más bajo: 205€. Hay que tener en cuenta que los valores medios por hogar están influenciados por el tamaño de las familias, y Cascais Estoril tiene familias con menos miembros (de media) que las freguesias de Alcabideche y São Domingos de Rana.
En Cascais y Estoril, entre 2010 y 2017, el valor medio de RSI se mantuvo estable y en la última década el número de mujeres beneficiarias de RSI fue siempre superior al de los hombres, aunque en 2015 hubo una aproximación de valores entre ambos géneros.
Otro indicador se refiere a los casos familiares que deben ser objeto de seguimiento en el ámbito de la seguridad social. El número de familias vigiladas ha ido aumentando en las distintas freguesias, alcanzando, en 2015, 2.879 hogares en la región de Cascais y Estoril, lo que es correspondiente a 4933 personas.

## Empleo
En cuanto al empleo, Cascais y Estoril revelan una elevada proporción de profesionales socialmente más valorados: el 43% en Estoril y el 40,6% en Cascais. La evolución de los ingresos, según la encuesta periódica de población, en las Juntas Parroquiales de Cascais y Estoril son:
- El 47% tiene ingresos superiores a los de sus padres con la misma edad (el valor más bajo de las quatro freguesias)
- Por el contrarios, el 23% tiene una renta inferior.

Otros factores indican que en 2015 esta freguesia tenía un 5,8% de trabajadores autónomos y un 14,4% de miembros de órganos estatutarios, el valor máximo de las cuatro freguesias del municipio de Cascais. En 2011, la freguesia tiene los valores más altos de empleadores (16%) y de autónomos (7,1%). La freguesia tiene la menor proporción de empleados (74,7%).
En 2015, la freguesia cuenta con 2571 desempleados que reciben prestaciones por desempleo, lo que suponde un 28% del total de beneficiarios en el mismo año. EN 2011, la tasa de paro se situó entre el 12 (Cascais) y el 12,7% (Estoril), y la tasa de paro del municipio fue del 12,1%.

## Alojamiento
La freguesia de Cascais Estoril, en 2011, registra 38.736 viviendas familiares clásicas, lo que corresponde a más de un tercio del total de viviendas del municipio - 35,6%. La época de construcción de las viviendas revaloriza un parque de viviendas relativamente antiguo: el 27,5% de las viviendas de Cascais y el 30% de las de Estoril se construyeron antes de los años 70 y en la zona de Cascais, a diferencia de Estoril, se observa una proporción importante de construcciones de los treinta años anteriores (35% de las viviendas). Ya el 2% de los edificios de la freguesia necesitan reparaciones importantes y, en Estoril, el 37,6% garantizan la accesibilidad en silla de ruedas que, en el caso de Cascais, se da en el 56,6% de los edificios.

## Salud y Incapacidades
Cascais y Estoril registraron 2.434 beneficiarios por enfermedad en 2015. Al igual que las otras freguesias, la mayoría de estos son mujeres (64% en 2015). En el mismo año, proporcionaram 3.592 días de guardería a los trabajadores de la freguesia. Se trata de una cifra relativamente baja en comparación con las freguesias de Alcabideche y Parede Carcavelos, donde viven menos niños.
En cuanto a las personas con discapacidad, alrededor del 13% de la población de Cascais y Estoril tiene al menos una dificultad para realizar acciones de la vida diaria. A través del análisis por grupos de edad aislando el grupo de personas mayores de 65 años, se sabe que:
- 2.248 personas mayores de la freguesia (17%) tienen bastantes dificultades o no pueden ver;
- 1.699 (13%) tienen dificultades considerables o no pueden oír;
- 3.064 (24%) tienen dificultades considerables o no pueden caminar o subir escalones;
- 1.868 (15%) tienen gran dificultad o incapacidad total para recordar o concentrarse;
- 1.656 (13%) tienen grandes dificultades o no pueden bañarse o vestirse solos;
- 1.051 (8%) tienen grandes dificultades o no pueden entender a los demás o hacerse entender.

Es importante mencionar que, en 2011, en esta freguesia, 1.101 personas mayores con gran dificultad para caminar o subir escalones, viven en edificios cuya entrada no es accesible para sillas de ruedas y 1.113 viven en edificios sin ascensor.

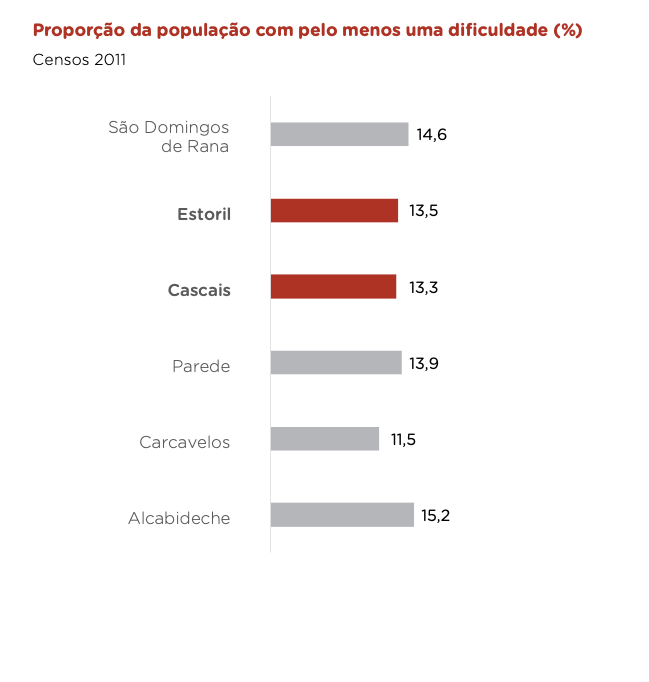
Proporción de la población con al menos una dificultad en la parroquia Cascais Estoril (%). Diagnóstico social - Camara Municipal de cascais 2019 (PDF en portugués)

## Educación
Un tercio de la población de la Junta Parroquial de cascais y Estoril, en 2011, completó estudios superiores, una cifra elevada respecto al municipio y superior a la media del Área Metropolitana de Lisboa (AML). Analizando el grupo de edad entre 30 y 34 años, se observa una tendencia significativa al aumento de la escolaridad, con un porcentaje de personas con estudios superiores que alcanza el 43% en Cascais y el 45% en Estoril.
En 2011, Cascais registró la menor proporción de niños de entre 6 y 15 años que no estaban escolarizados (1,27%), un fenómeno que afecta más a los niños que a las niñas. En Estoril, los valores registrados son más elevados (1,68%), sin diferencias de género. La tasa de abandono escola oscila, en 2011, entre el 1,5% en Cascais y el 1,8% en Estoril, un indicador que a nivel nacional y de la AML, para el mismo año, es del 1,7%.
En cuanto a las diferencias de género, los datos de 2011 muestran que en la parroquia de Cascais Estoril:
- El 33% de las mujeres y el 34% de los hombres tienen estudios superiores. Cascais y Estoril es una de las parroquias en las que la diferencia entre hombres y mujeres es menor y es la única en la que, en 2011, la proporción de hombres con estudios superiores es mayor que la de mujeres con el mismo estatus.
El mayor nivel de educación de las personas que viven en la parroquia de Cascais Estoril se refleja también en la población de edad avanzada. La parroquia tiene muchas personas mayores con estudios superiores, en comparación con las otras parroquias, especialmente en comparación con Alcabideche y São Domingos de Rana. En esta secuencia, las diferencias de género son significativas:
- Entre el 27% (Cascais) y el 30% (Estoril) de los hombres mayores tienen estudios superiores, frente al 13% de las mujeres mayores en Cascais y el 15% de las mujeres mayores en Estoril.
- El 14% de las mujeres mayores de Estoril y el 16% de las de Cascais no tienen ningún tipo de estudios, frente al 7% de los hombres mayores de Cascais y el 6% de los de Estoril en la misma situación.
- Entre el 35% (Estoril) y el 39% (Cascais) de las mujeres mayores sólo tienen el primer ciclo, frente al 29% de los hombres mayores en Estoril y el 33% de los hombres mayores en Cascais.

## Playas

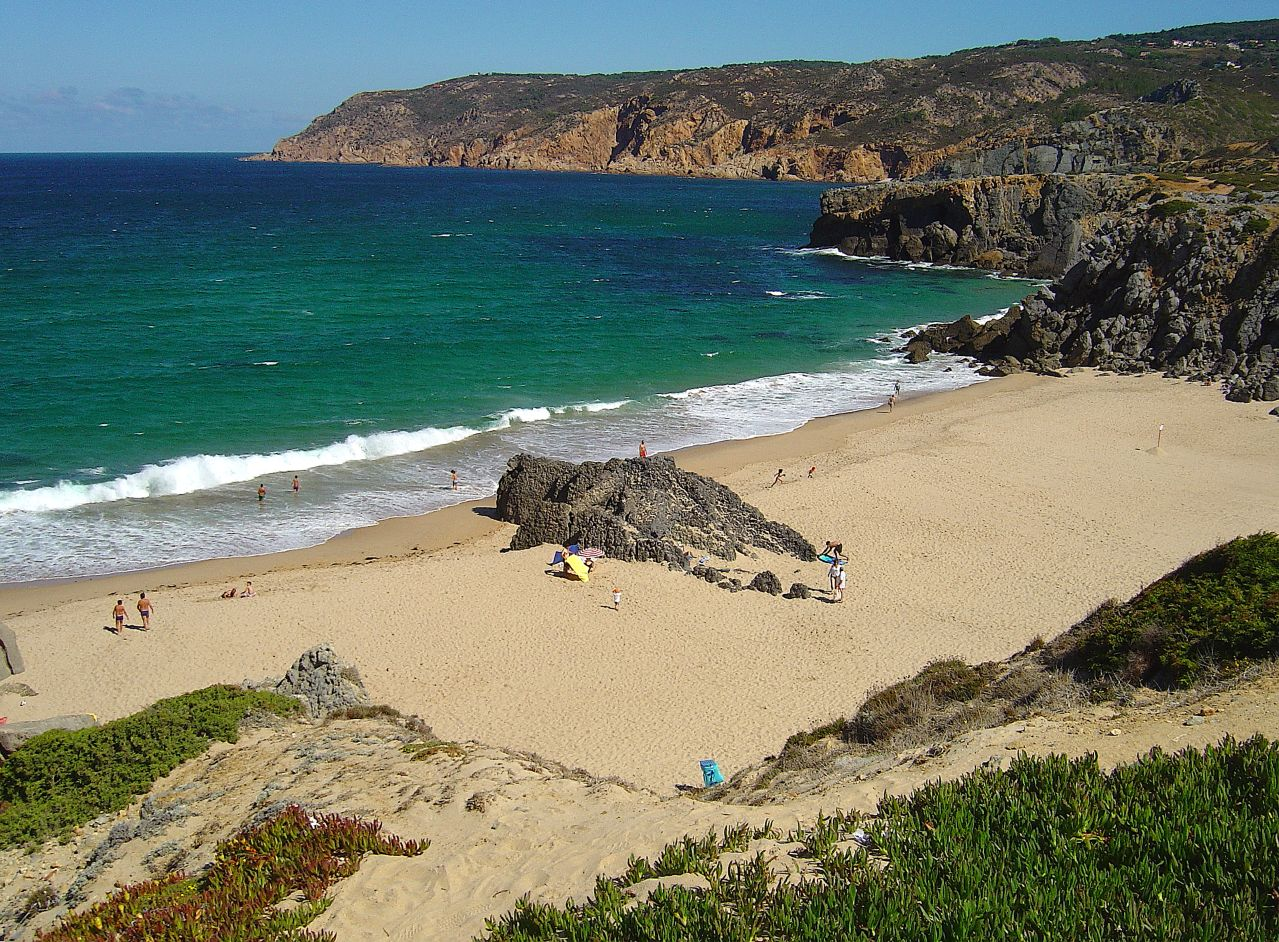
Playa (Praia) do Abano - Cascais,Portugal

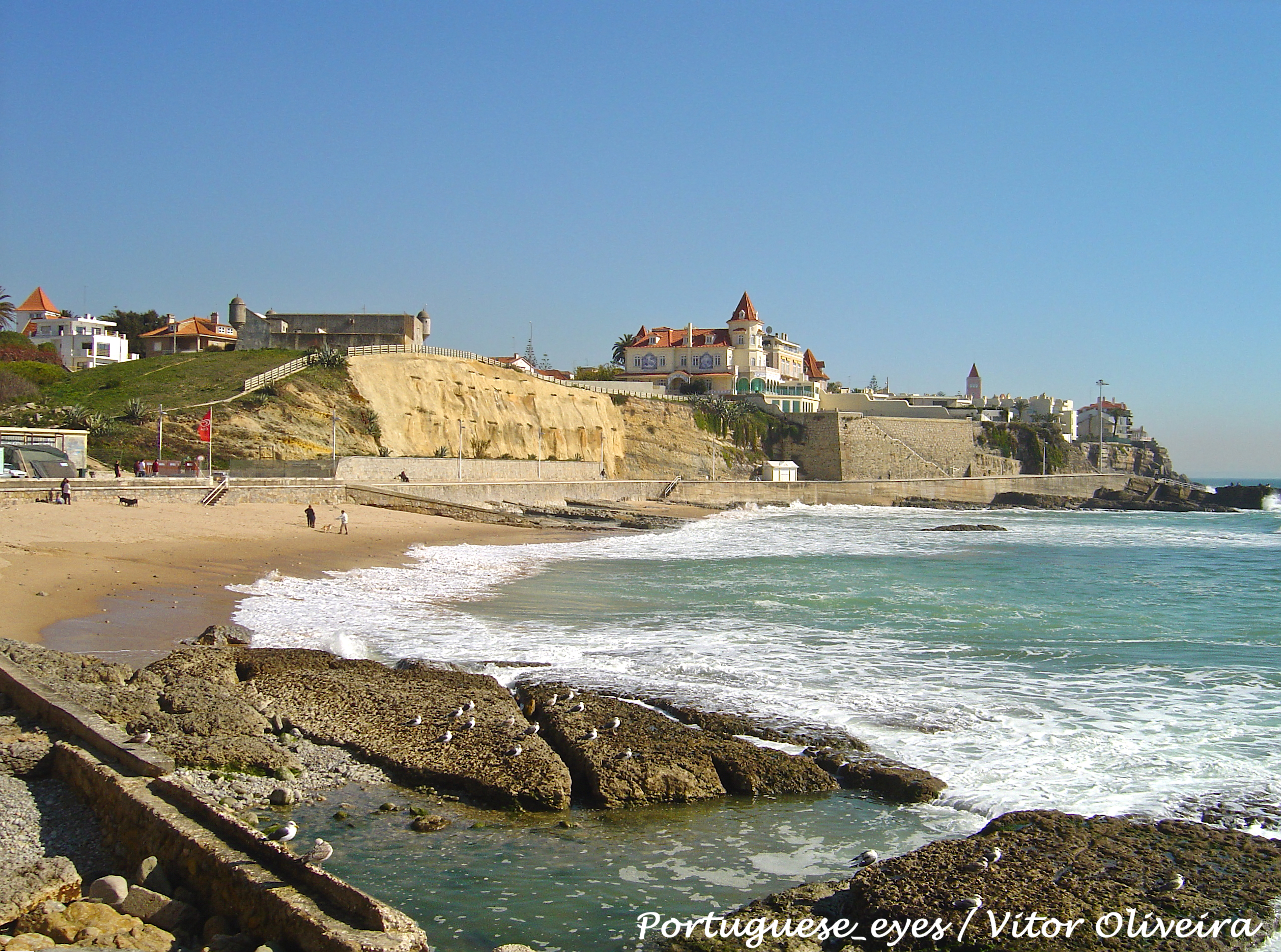
Playa (Praia) da Poça - Cascais, Portugal

Tanto el municipio de Cascais como el de Estoril son muy visitados y solicitados por su amplio litoral con varias playas muy apreciadas por los turistas.
- Playa (Praia) das Avencas - São Pedro do Estoril
- Playa (Praia) da Duquesa - Cascais
- Playa (Praia) da Azarujinha - São João do Estoril
- Playa (Praia) da Bafureira - São Pedro do Estoril
- Playa (Praia) da Conceição - Cascais
- Playa (Praia) da Cresmina - Parque Natural Sintra-Cascais
- Playa (Praia) do Guincho - Cascais

- Playa (Praia) das Moitas - Monte Estoril

- Playa (Praia) da Poça - São João do Estoril / Estoril

- Playa (Praia) da Rainha - Cascais
- Playa (Praia) da Ribeira de Cascais - Cascais
- Playa (Praia) do Tamariz - Estoril
- Playa (Praia) de Santa Marta - Cascais
- Playa (Praia) de São Pedro do Estoril - São Pedro do Estoril
- Playa (Praia) do Abano- Cascais (Guincho)

## Municipio de Cascais

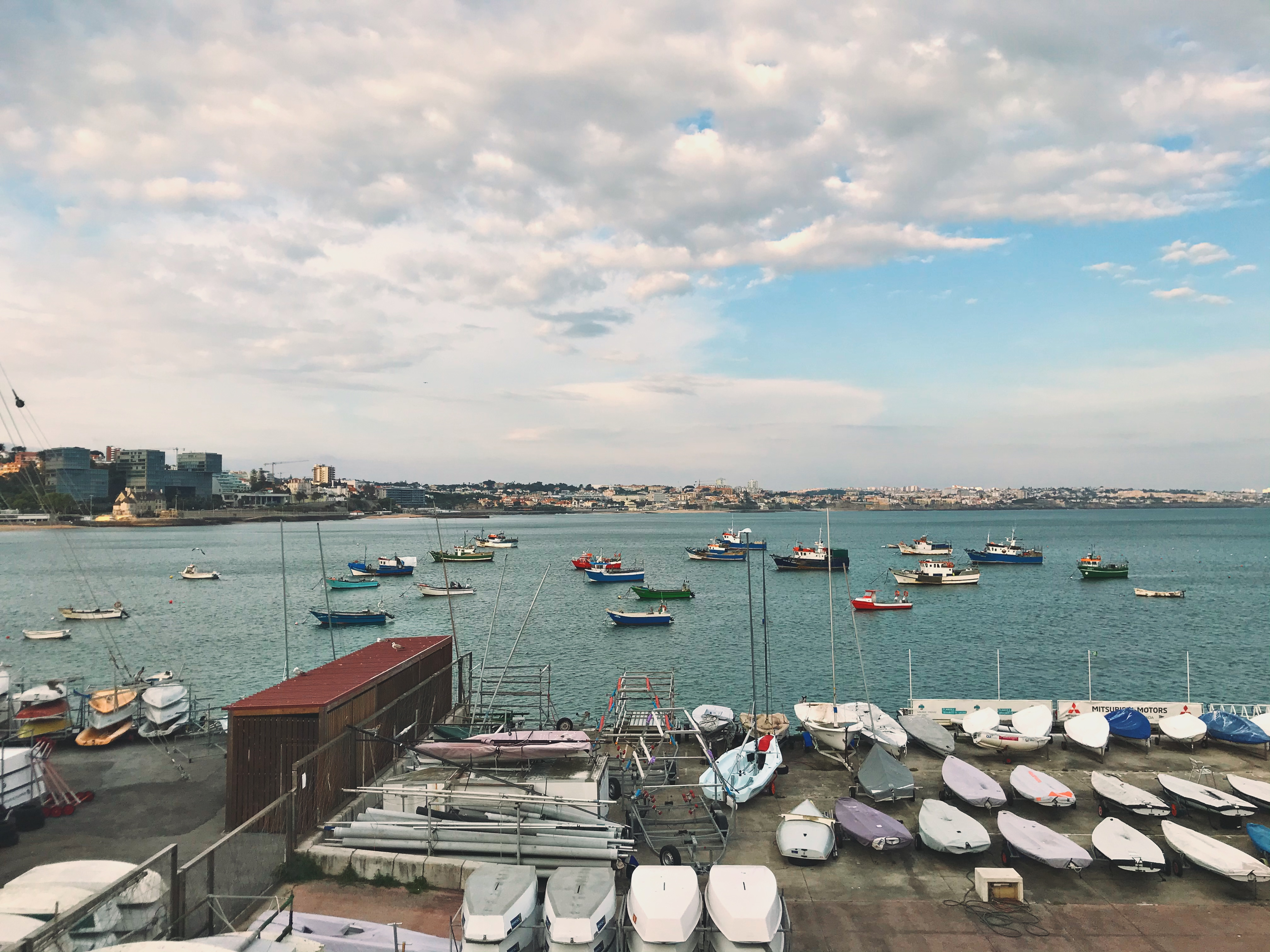
Playa de los Pescadores - Bahía de Cascais, Portugal

Cascais tiene sus orígenes como entidad independiente en la Carta da Vila del 7 de junio de 1363, en la que el Rey D.Pedro I de Portugal la separó del término de Sintra, debido a su desarrollo económico. Desde el punto de vista administrativo, Cascais solo se independizó en el año de 1514, cuando se le concedió un fuero propio.
Ocupado desde el Paleolítico, y con un importante patrimonio arqueológico, el municipio se orientó desde temprano a la producción agrícola, a la pesca y a la extracción de recursos. Su posición estratégica en la Barra do Tejo también ha contribuido para su importancia y hoy cuenta con un amplio patrimonio arquitectónico militar.
Dados sus valores naturales e paisajísticos, tanto el pueblo de Cascais como el propio municipio experimentaron un aumento de popularidad, convirtiéndose en un destino muy codiciado por las élites portuguesas y extranjeras a partir del siglo XIX. La aparición y electrificación del ferrocarril fue fundamental para el desarrollo del municipio, siendo el principal factor de su urbanización a partir de 1930.
Con más de 64 mil habitantes, Cascais es un municipio portugués de la subregión del Área Metropolitana de Lisboa, perteneciente a la región con el mismo nombre. Tiene una superficie total de 97,4 km2 y 214 134 habitantes (censo de 2021), divididos en quatro freguesias. Este municipio es limitado al norte por el municipio de Sintra, al este por el municipio de Oeiras y al sur y al oeste por el Océano Atlántico.
Cascais es un antiguo pueblo de pescadores, situado en una pequeña localidad costera, a apenas 30 kilómetros de Lisboa (la capital portuguesa). Desde los principios del siglo XX ha sido destino de artistas e aristócratas, entre ellos la familia real española durante su exilio. Se cuenta que fue en Cascais donde Ian Fleming ideó a su personaje James Bond, y viendo la decadente opulencia de sus villas y palacetes, que atestiguan su pasado como lugar predilecto de famosos y nobles para pasar sus vacaciones, no es difícil trasladarse a los años cuarenta.
Cascais es uno de los lugares cercanos a Lisboa más visitados. Se ha convertido en un centro de festivales y conciertos en verano y ofrece, gracias a sus playas, diversas posibilidades para los amantes del surf y vela (Cascais ha sido anfitriona oficial del Campeonato del Mundo de la ISAF en la navegación de yates de carreras). Cascais también se ha convertido en un destino buscado por los aficionados al golf, teniendo más de diez campos para la práctica de este deporte.

## Municipio de Estoril
Estoril es una antigua freguesia portuguesa, perteneciente al municipio de Cascais, con una superficie de 8,79 km2 y 26 397 habitantes (Censos 2011). Su densidad de población es de 3003,1 habitantes/km2. Su patrón es San Antonio y en 2012/2013 fue agregada a la freguesia de Cascais.
El origen del nombre de esta antigua freguesia tiene dos hipótesis que lo justifican, siendo ambas derivadas de la fauna y la flora del lugar:
- 1) Derivado del nombre Estorga - conjunto de varias plantas de la familia Ericaceae. Estorgal o Estorgil hace referencia al lugar donde crece o abunda esta planta. El sustantivo acabó disminuyendo en Estoril.
- 2) Derivado del ave de presa Açoir o Astor. Así, Astoril, lugar donde habitan o se reproducen las Açor. Por simple evolución, Astoril derivó en Estoril.

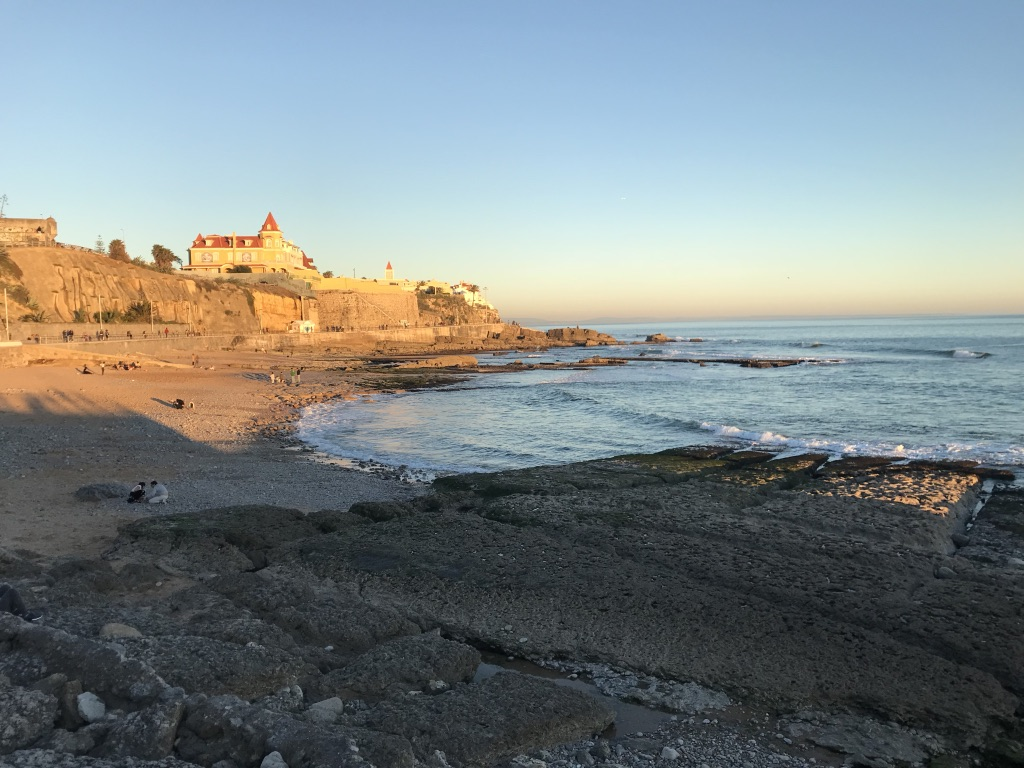
Praia da Poça, Estoril. Vista de tarde

El primer Señor de Estoril, por mano del Rey D.Afonso III de Portugal, el 13
de julio de 1256, fue Estêvão Anes, alcalde de Covilhã y canciller del Reino de Portugal.
Su reciente protagonismo comenzó a principios del siglo XX de la mano de Fausto Figueiredo, titular de la concesión del juego en el Casino Estoril. En 1913 surgió el proyecto de Estoril como centro turístico con ambiciones internacionales , de la mano de Augusto Carreira de Sousa y su socio. El estallido de la Primera Guerra Mundial retrasó considerablemente el Proyecto, y hasta 1916 no se puso la primera piedra para la construcción del casino. Mientras tanto, un año antes, se creó la parroquia de estoril, de la que se desprendieron los siguientes pueblos: São João do Estoril, São Pedro do Estoril, Livramento, Alapraia y Galiza de las parroquias de Cascais, Alcabideche y São Domingos de Rana, teniendo la nueva parroquia civil de Estoril su sede en São João do Estoril.
Después de esto vino un período de gran construcción en las zonas ganadas a los bosques de pinos, las tierras de cultivo y las canteras, facilitado, desde 1940, por el fácil acceso por carretera que proporciona la vía costera, cerca del mar. Durante y después de la Segunda Guerra Mundial, recibió un gran número de refugiados e exiliados, entre ellos Juan de Borbón, conde de Barcelona, y los reyes Humberto II de Itália, Carlos II de Rumanía y Simeón II de Bulgaria. También el regente Miklós Horthy de Hungría y numerosas figuras del panorama cultural deportivo. Fue en esta época, en 1956, cuando se produjo la trágica muerte del Príncipe Alfonso de España, con solamente catorce años.
La residencia de vacaciones de António de Oliveira Salazar, presidente del Consejo de Ministros, estaba situada en el Fuerte de Santo António da Barra, en São João do Estoril. Se dice que fue Salazar quien ordenó la construcción de la Carretera Nacional nº6, más conocida como Avenida da Marginal, para poder viajar a Lisboa en coche de forma más rápida y desapercibida, ya que en el año de estas transformaciones, las carreteras eran de tierra, donde se conducía muy despacio y se hacían muchas paradas.
Se sabe que fue cerca de Estoril que se firmó el Acuerdo de Bicesse, bajo mediación portuguesa entre la MPLA y la UNITA.
Estoril cuenta con algunos atractivos y puntos de interés, como la proximidad a la capital, una eficiente red de transportes y accesos por carretera, el parque natural de Sintra-Cascais, dos aeropuertos, numerosas infraestructuras hoteleras de 4 y 5 estrellas, el mayor casino de Europa, un autódromo y varios campos de golf de prestigio
El Estoril fue anteriormente conocido como la Riviera portuguesa y es otra localidad cercana a Lisboa. Se encuentra a 25 kilómetros de la capital portuguesa y está conectada con Cascais a través de un largo paseo marítimo.
Al igual que Cascais, el Estoril también tiene un pasado asociado al turismo de lujo, ya que ha acogido a varios aristócratas exiliados tras la Segunda Guerra Mundial, entre ellos la familia real española e italiana. Pero, no sólo estos emblemáticos habitantes se refugiaron en Estoril, como podemos comprobar en la Película Casino Royale - la película protagonizada por James Bond, que se inspiró en Casino Estoril para algunas escenas.
En los jardines del Casino Estoril se suelen organizar eventos de todo tipo, como pequeños conciertos, exposiciones caninas, exhibiciones de coches o incluso torneos de pádel. 
Es también en Estoril que encontramos la playa de Tamariz, justo al lado del Casino Estoril y a la salida del Chalet Barros, un edificio típico que siempre sale en las fotos de Estoril y que parece un castillo medieval. Bordeando esta playa y muchas otras a lo largo de la línea, hay un pasillo con acceso a diferentes bares con vistas al Atlántico.
En cuanto a los deportes, el Autódromo de Estoril es uno de los escenarios de las más variadas carreras de Fórmula 1, y el Club de Tenis de Estoril acoge uno de los escenarios de las series internacionales de tenis de la ATP.